# Estación del Norte (San Sebastián)
Estación del Norte vasútállomás Spanyolországban, Donostia-San Sebastián településen.

## Vasútvonalak
Az állomást az alábbi vasútvonalak érintik:
- Madrid-Hendaya-vasútvonal

## Kapcsolódó állomások
A vasútállomáshoz az alábbi állomások vannak a legközelebb:
- Gros (Estación de Irún, C-1 line)
- Estación de Loyola (Station Of Brinkola-Oñati, C-1 line)